# Балаклійський виправний центр № 106
Балаклі́йський виправни́й центр № 106 — виправна колонія управління Державної кримінально-виконавчої служби України у селищі міського типу Донець Балаклійського району Харківської області.

## Історія колонії
Історія Балаклійського виправного центру № 106 розпочалась 01 серпня 1967 року, коли на базі лікувально-трудового відділення при виправній трудовій колонії № 17 був створений лікувально-трудовий профілакторій. 31 травня 1968 року профілакторій було передислоковано в селище міського типу Червоний Донець (нині Донець) Балаклійського району Харківської області. В 1970 році лікувально-трудовому профілакторію присвоєно порядковий номер 19 та умовне найменування ЮЖ 313/п-19.
3 01 квітня 1992 року лікувально-трудовий профілакторій реорганізований в установу-поселення з виконання покарань для осіб, що твердо стали на шлях виправлення. Установі присвоєно умовне найменування ЮЖ 313/106. 01.12. 1999 року установа з виконання покарань № 106 перейменована в Балаклійську виправну колонію № 106. 01.01. 2005 року відповідно до наказу Державного департаменту України з питань виконання покарань № 219 від 21.11. 2004 року Балаклійська виправна колонія № 106 перепрофільована в Балаклійський виправний центр УДДУ ПВП в Харківській області № 106.

## Сучасний стан
На теперішній час Балаклійський виправний центр № 106 — це кримінально-виконавча установа для тримання чоловіків, засуджених до обмеження волі.
Нині начальником виправної колонії є Коваль Олег Миколайович.

## Адреса
64250, смт. Донець, Балаклійського району, Харківської області